# Élections sénatoriales de 2011 dans l'Essonne
Les élections sénatoriales en Essonne se sont déroulées le dimanche 25 septembre 2011. Elles ont pour but d’élire les cinq sénateurs représentant le département au Sénat pour un mandat de six années.

## Contexte départemental
Lors des élections sénatoriales de 2004 dans le département de l’Essonne, cinq sénateurs ont été élus au scrutin proportionnel plurinominal, trois de la liste d’union du Parti socialiste et du Parti communiste français, un de la liste de l’Union pour un mouvement populaire et un de la liste divers droite. Au total, douze listes étaient présentes dans ce scrutin, deux listes divers gauche, une liste des Verts, une liste du Parti socialiste, une liste de l’Union pour la démocratie française, quatre listes divers droite, une liste de l’Union pour un mouvement populaire, une liste d’extrême droite et une liste du Front national.
Depuis, tous les effectifs du collège électoral des grands électeurs ont été renouvelés, avec les élections législatives en 2007, les élections municipales et cantonales en 2008, les élections régionales en 2010 et les élections cantonales en 2011. Le département compte ainsi en 2011 sept députés de droite et trois députés de gauche, dix-sept conseillers régionaux de gauche et sept conseillers régionaux de droite, vingt-six conseillers généraux de gauche et seize conseillers généraux de droite, quatre-vingt-treize conseils municipaux majoritairement de droite, cinquante conseils municipaux majoritairement de gauche.

## Rappel des résultats de 2004
| Tête de liste  | Tête de liste       | Liste          | Voix  | %        | Sièges |
| -------------- | ------------------- | -------------- | ----- | -------- | ------ |
|                | Jean-Luc Mélenchon  | PS-PCF         | 796   | 34,74    | 3      |
|                | Serge Dassault      | UMP            | 359   | 15,67    | 1      |
|                | Laurent Béteille    | UMP            | 263   | 11,48    | 1      |
|                | Vincent Delahaye    | UMP            | 221   | 9,65     |        |
|                | Paul Loridant       | MRC            | 183   | 7,99     |        |
|                | Xavier Dugoin       | UMP            | 156   | 6,81     |        |
|                | François Pelletant  | DVD            | 111   | 4,85     |        |
|                | Christian Schoettl  | DVD            | 88    | 3,84     |        |
|                | Jean-Patrick Le Duc | Verts          | 83    | 3,62     |        |
|                | Michel de Rostolan  | FN             | 18    | 0,65     |        |
|                | Jean-Yves Genest    | DVG            | 15    | 0,65     |        |
|                | Régis Orient        | MNR            | 1     | 0,04     |        |
|                |                     |                |       |          |        |
| Inscrits       | Inscrits            | Inscrits       | 2 329 | 100,00 % |        |
| Abstentions    | Abstentions         | Abstentions    | 22    | 0,94     |        |
| Votants        | Votants             | Votants        | 2 307 | 99,06    |        |
| Blancs et nuls | Blancs et nuls      | Blancs et nuls | 16    | 0,69     |        |
| Exprimés       | Exprimés            | Exprimés       | 2 291 | 99,31    |        |

## Sénateurs sortants
| Sénateur | Sénateur            | Parti | Fonctions lors de l'élection en 2004                                |
| -------- | ------------------- | ----- | ------------------------------------------------------------------- |
|          | Marie-Agnès Labarre | PG    | Maire de Vert-le-Petit                                              |
|          | Bernard Véra        | PCF   | Maire de Briis-sous-Forges                                          |
|          | Claire-Lise Campion | PS    | Sénatrice sortante, conseillère générale, maire de Bouray-sur-Juine |
|          | Laurent Béteille    | UMP   | Sénateur sortant, maire de Brunoy                                   |
|          | Serge Dassault      | UMP   | Conseiller général, maire de Corbeil-Essonnes                       |

## Résultats
Répartition des résultats.
- EELV-PS-PCF (31,20 %)
- PS (19,58 %)
- UMP (14,99 %)
- UMP (12,52 %)
- UMP (12,13 %)
- Dugoin (8,47 %)
- Giraud (0,77 %)
- Briatte (0,26 %)
- Besson (0,09 %)

| Tête de liste  | Tête de liste      | Liste          | Voix  | %        | Sièges |
| -------------- | ------------------ | -------------- | ----- | -------- | ------ |
|                | Jean-Vincent Placé | EELV-PS-PCF    | 733   | 31,20    | 2      |
|                | Michel Berson      | PS             | 460   | 19,58    | 1      |
|                | Vincent Delahaye   | UMP            | 352   | 14,99    | 1      |
|                | Serge Dassault     | UMP            | 294   | 12,52    | 1      |
|                | Laurent Béteille   | UMP            | 285   | 12,13    |        |
|                | Xavier Dugoin      | UMP            | 199   | 8,47     |        |
|                | Cédric Giraud      | FN             | 18    | 0,77     |        |
|                | Sophie Briatte     | DVD            | 6     | 0,26     |        |
|                | Pascal Besson      | DIV            | 2     | 0,09     |        |
|                |                    |                |       |          |        |
| Inscrits       | Inscrits           | Inscrits       | 2 410 | 100,00 % |        |
| Abstentions    | Abstentions        | Abstentions    | 32    | 1,33     |        |
| Votants        | Votants            | Votants        | 2 378 | 98,67    |        |
| Blancs et nuls | Blancs et nuls     | Blancs et nuls | 29    | 1,22     |        |
| Exprimés       | Exprimés           | Exprimés       | 2 349 | 98,78    |        |

### Sénateurs élus
| Sénateur | Sénateur            | Parti |
| -------- | ------------------- | ----- |
|          | Jean-Vincent Placé  | EELV  |
|          | Michel Berson       | PS    |
|          | Claire-Lise Campion | PS    |
|          | Serge Dassault      | UMP   |
|          | Vincent Delahaye    | UMP   |

## Pour approfondir